# Jazz fusion
Jazz fusion é um gênero musical desenvolvido no final dos anos 60, que fundiu o jazz, o rock, e o funk. 
No que se refere a definição do gênero, o termo fusion possui um significado específico. Grande parte do desenvolvimento ocorreu a partir de tentativas de combinar o jazz com o rock. Esta junção proporcionou uma nova área de exploração para os músicos de jazz,  reforçando no público o gosto pela busca de outros estilos de música com caráter improvisativo.
O período mais produtivo para gênero ocorreu na década de setenta, com lançamentos expressivos de álbuns que buscavam esta fusão entre os gêneros. Apesar disso, houve uma produção expressiva posteriormente, sobretudo no final do século XX e início do século XXI, com reedições de álbuns clássicos de fusion e a gravação do estilo por artistas do jazz tradicional.
O termo "jazz-rock" é frequentemente usado como sinônimo de "jazz fusion", bem como a música tocada pelas bandas de rock da década de 1960 e da década de 1970 que adicionaram elementos de jazz à sua música. Após uma década de popularidade durante a década de 1970, o fusion expandiu suas abordagens improvisadas e experimentais na década de 1980, em paralelo com o desenvolvimento de um estilo amigável ao rádio chamado smooth jazz. A experimentação continuou nos anos 90 e 2000. Os álbuns de fusion, mesmo aqueles que são feitos pelo mesmo grupo ou artista, podem incluir uma variedade de estilos musicais. Em vez de ser um estilo musical codificado, a fusão pode ser vista como uma tradição ou abordagem musical.

## História

### Precursores
O jazz afro-cubano, uma das primeiras formas de Latin jazz, é uma fusão de ritmos afro-cubanos baseados em claves com harmonias de jazz e técnicas de improvisação. O jazz afro-cubano surgiu no início da década de 1940 com os músicos cubanos Mario Bauza e Frank Grillo "Machito" na banda Machito and his Afro-Cubans, com sede em Nova York. Em 1947, as colaborações do inovador do bebop, Dizzy Gillespie, com o percussionista cubano Chano Pozo, trouxeram ritmos e instrumentos afro-cubanos, principalmente as congas e bongos na cena de jazz da Costa Leste. As primeiras combinações de jazz com a música cubana, como "Manteca" de Dizzy e Pozo, e "Mangó Mangüé" de Charlie Parker e Machito, eram comumente designadas como "Cubop", uma gíria para bebop cubano. Durante as primeiras décadas, o movimento de jazz afro-cubano foi mais forte nos Estados Unidos do que em Cuba.

## Década de 1960
Allmusic Guide afirma que "até 1967, os mundos do jazz e do rock estavam quase completamente separados". Enquanto nos Estados Unidos, o jazz e o R&B modernos podem ter representado pólos opostos de música afro-americana baseada em blues, a música pop britânica do beat boom se desenvolveu do skiffle e R & B defendido por jazzmen bem conhecidos, como Chris Barber. O guitarrista de fusion inglês John McLaughlin, por exemplo, tocou o que a Allmusic descreve como uma "mistura de jazz e R&B americano" com Georgie Fame e Blue Flames em 1962 e continuou com The Graham Bond Organization (com Jack Bruce e Ginger Baker), cujo estilo, o Allmusic chama de "rhythm & blues com um forte sabor jazzístico". O próprio Bond começou a tocar jazz com Don Rendell, enquanto Manfred Mann, que gravou uma melodia de Cannonball Adderley em seu primeiro álbum, quando Bruce entrou na banda, resultou no EP de 1966 Instrumental Asylum, que sem dúvida fundia jazz e rock. Um dos primeiros lançamentos de Pink Floyd, London '66 -67 incorporou improvisação influenciada pelo jazz para suas composições psicodélicas. 
No entanto, esses desenvolvimentos tiveram pouco impacto nos Estados Unidos. O vibrafonista de jazz Gary Burton foi um "inovador" na década de 1960. Em 1967, Burton trabalhou com o guitarrista elétrico Larry Coryell e gravou Duster, que é considerado um dos primeiros registros de fusion.
O guitarrista nascido no Texas, Coryell, também foi pioneiro no jazz elétrico na mesma época. O trompetista e compositor Miles Davis teve uma grande influência no desenvolvimento do jazz fusion com seu álbum de 1968, Miles in the Sky. É o primeiro dos álbuns de Davis a incorporar instrumentos elétricos, com Herbie Hancock e Ron Carter tocando piano elétrico e baixo elétrico, respectivamente. Davis promoveu suas explorações sobre o uso de instrumentos elétricos em outro álbum de 1968, Filles de Kilimanjaro, com o pianista Chick Corea e o baixista Dave Holland.
O álbum de Davis de 1969, In a Silent Way é considerado seu primeiro álbum fusion. Composto por duas suítes improvisadas de longa distância editadas pesadamente pelo produtor Teo Macero, este álbum silencioso e estático também influenciaria o desenvolvimento da música ambiente. 

### Jazz-rock
O termo jazz-rock é frequentemente usado como sinônimo do termo jazz fusion. No entanto, alguns fazem uma distinção entre os dois termos. O jazz-rock surgiu como uma combinação da improvisação jazzistica com o ritmo de rock e eletrônico. The Free Spirits às vezes é citada como a banda de jazz-rock mais antiga. No final da década de 1960, ao mesmo tempo que os músicos de jazz estavam experimentando ritmos de rock e instrumentos elétricos, grupos de rock como Cream, Grateful Dead e The Doors estavam "começando a incorporar elementos de jazz em sua música" por "experimentarem a improvisação de forma livre ". Outros "grupos como Blood, Sweat & Tears emprestaram diretamente elementos harmônicos, melódicos, rítmicos e instrumentais da tradição do jazz". 

## Década de 1970
O disco Bitches Brew de Miles Davis, gravado em agosto de 1969 e lançado no ano seguinte, foi considerado por muitos como o marco inicial para o gênero. Abandonou a batida de swing usual do jazz em favor de um contratempo de estilo rock, ancorado por grooves do baixo elétrico. A gravação "...misturou o jazz livre soprado por um grande conjunto com teclados eletrônicos e guitarra, além de uma densa mistura de percussão". Davis também aproveitou a influência do rock ao tocar seu trompete através de efeitos eletrônicos e pedais. Enquanto o álbum deu a Davis um disco de ouro, o uso de instrumentos elétricos e batidas de rock criou uma grande consternação entre alguns críticos de jazz mais conservadores. Durante a década de 1970, muitos desses críticos na comunidade de jazz perceberam o jazz "como arte de alta, em contraste com a música rock mais comercial e menos sofisticada" com a qual estava sendo fundida. A identidade racial também foi um componente essencial das convenções de gênero, e os críticos de jazz muitas vezes censuravam músicos negros que desertaram a pureza da experiência do jazz, para o mundo branco do rock. Embora Davis tenha sido originalmente denunciado por puristas, muitos creditam a Davis e registros como "Bitches Brew" o preparo do caminho para o movimento fusion.
Davis também provou ser um talentoso observador de talentos; grande parte do fusion dos anos 1970 foi realizada por bandas iniciadas por ex-alunos dos conjuntos de Davis, incluindo The Tony Williams Lifetime, que buscou intensivamente integrar o jazz com o rock, produzindo temas com seu grupo com improvisações selvagens surrealistas. Weather Report, The Mahavishnu Orchestra, Return to Forever e a banda Headhunters de Herbie Hancock que trouxe contribuições significativas integrando tanto o piano elétrico e o sintetizador combinando padrões ritmos de bateria tornando-se um dos grandes músicos que conseguiu combinar o funk dentro do fusion. Além de Davis e os músicos que trabalharam com ele, outras figuras importantes no fusion inicial foram Larry Coryell e Billy Cobham, com seu álbum Spectrum. Herbie Hancock primeiro continuou o caminho de Miles Davis com seus álbuns experimentais de fusion, como Crossings de 1972, mas logo depois tornou-se um importante desenvolvedor do "jazz-funk", com seus álbuns seminais Head Hunters, de 1973, e Thrust de 1974. Mais tarde, na década de 1970 e início da década de 1980, Hancock assumiu uma abordagem mais comercial. Hancock foi um dos primeiros músicos de jazz a usar sintetizadores.

## Álbuns e artistas para conhecer o gênero
| - João Donato - A Bad Donato (1970), Donato/Deodato - Featuring João Donato, Arranged and Conducted by Deodato (1973) - Eumir Deodato - Prelude (1973), Deodato 2 (1973) - George Benson - Beyond the Blue Horizon (1971) - Bob Berg - Short Stories (1987), Cycles (1988) - Brand X - Unorthodox Behavior (1976) - CAB - Cab 2 (2002) - Dennis Chambers - Getting Even (1998) - Stanley Clarke - School Days (1976) - Billy Cobham - Spectrum (1973) - Chick Corea - My Spanish Heart (1976), Chick Corea Elektric Band (1986) - Return to Forever - Return to Forever (1972), Light as a Feather (1973), Hymn of the Seventh Galaxy (1973), Where Have I Known You Before (1974) - Jeff Beck - Blow By Blow (1975) - Larry Coryell - Spaces (1970), Larry Coryell At The Village Gate (1971), Introducing The Eleventh House (1974) - Tom Coster - The Forbidden Zone (1994) - Miles Davis - In a Silent Way (1969), Bitches Brew (1969), A Tribute to Jack Johnson (1970) - Jack DeJohnette - DeJohnette, Holland, Hancock, Metheny In Concert (1990 - DVD Only) - Al Di Meola - Elegant Gypsy (1978), Splendido Hotel (1980) - Bill Evans - Petite Blonde (1992) - Herbie Hancock - Crossings (1972), Head Hunters (1973), Thrust (1974), Mr. Hands (1980) - Allan Holdsworth - Atavachron (1986), Sand (1987), Secrets (1989) - John McLaughlin - My Goals Beyond (1971), Johnny McLaughlin - Electric Guitarist (1978) - Mahavishnu Orchestra - The Inner Mounting Flame (1971), Birds of Fire (1972) |  | - Shakti - Shakti (1976) - Christian McBride - Vertical Vision (2003) - Pat Metheny - Bright Size Life (1976), Pat Metheny Group (1978), American Garage (1979) - Jaco Pastorius - Jaco Pastorius (1976) - Planet X - MoonBabies (2002) - Jean-Luc Ponty - Upon The Wings Of Music (1975), Enigmatic Ocean (1977) - Santana - Lotus (1973) - John Scofield - Pick Hits Live (1987) - Steve Smith - Vital Tech Tones (1998) - Soft Machine - Third (1970), Six (1973), Seven (1973), Bundles (featuring Allan Holdsworth, 1975) - Steps Ahead - Smokin' In The Pit (by Steps) (1980) - Mike Stern - Give And Take (1997) - Tribal Tech - Tribal Tech (1991), Reality Check (1995), Rocket Science (2000) - Michał Urbaniak - Ecstasy (1978), Serenade for the City (1980) - Chad Wackerman - Forty Reasons (1991) - Weather Report - Weather Report (1971), I Sing the Body Electric (1972), Mysterious Traveller (1974), Black Market (1976), Heavy Weather (1977), 8:30 (1979) - Tony Williams Lifetime - Emergency! (1969), Turn It Over (1970), Believe It (1975) - Frank Zappa - Hot Rats (1969), Waka/Jawaka (1972), Grand Wazoo (1972) - Kiko Loureiro - Universo Inverso (2006) - Neural Code - Neural Code (2009) - Pestilence - Spheres (1993) - The Lounge Lizards - Voice of Chunk(1988) - T-Square - TRUTH (1987), F-1 GRAND PRIX WORLD (1992), Welcome to the Rose Garden (1995) - Casiopea - Casiopea (1979), Super Flight (1979), Halle (1985) - Masayoshi Takanaka - Seychelles (1976), An Insatiable High (1977), Takanaka (1977) |

## Subestilos significativos
- Bhangra
- Blues-rock
- Jazz-funk
- World fusion music
- Jazz-rock